# Порфировик изящный
Порфировик изящный (лат. Austroboletus gracilis) — гриб из рода Austroboletus семейства болетовые (Boletaceae). Ранее включался в род порфировик (Porphyrellus).

## Биологическое описание
- Шляпка 3—10 см в диаметре, в молодом возрасте выпуклая, затем становится уплощённой, обычно оранжево-коричневого, красно-коричневого или коричного цвета, иногда с желтоватым или рыжеватым оттенком, сухая, бырхытистая, часто растрескивающаяся с возрастом.
- Мякоть белого цвета, мягкая, обычно без особого вкуса и запаха.
- Гименофор трубчатый, вначале белого, затем розовато-коричневого цвета, на 1 мм приходятся 1—2 поры.
- Ножка 5—15 см длиной, нередко изогнутая, сужающаяся крурху или почти ровная, не полая, более или менее гладкая, одного цвета со шляпкой или светлее.
- Споровый порошок красно-коричневого цвета. Споры 10—17×5—8 мкм, эллиптической формы, с неровной поверхностью.
- Является съедобным грибом.

## Экология и ареал
Встречается одиночно или небольшими группами, в хвойных и смешанных лесах, на почве, реже на гнилой древесине, образует микоризу с елью и тсугой. Известен из Северной Америки.

## Сходные виды
- Gyroporus castaneus (Bull.) Quél., 1886 отличается полой ножкой и жёлтым споровым порошком;
- Boletus badius (Fr.) Fr., 1828 отличается жёлтым, при прикосновении синеющим трубчатым слоем;
- Boletellus projectellus (Murrill) Singer, 1945 отличается жёлтым трубчатым слоем и сетчатой ножкой.